# Delfin Albano
Delfin Albano is een gemeente in de Filipijnse provincie Isabela in het noordoosten van het eiland Luzon. Bij de laatste census in 2007 had de gemeente bijna 25 duizend inwoners.

## Geografie

### Bestuurlijke indeling
Delfin Albano is onderverdeeld in de volgende 29 barangays:
| - Aga - Andarayan - Aneg - Bayabo - Calinaoan Sur - Caloocan - Capitol - Carmencita - Concepcion - Maui - Quibal - Ragan Almacen - Ragan Norte - Ragan Sur - Rizal | - San Andres - San Antonio - San Isidro - San Jose - San Juan - San Macario - San Nicolas - San Patricio - San Roque - Santo Rosario - Santor - Villa Luz - Villa Pereda - Visitacion |

## Demografie
Delfin Albano had bij de census van 2007 een inwoneraantal van 24.899 mensen. Dit zijn 1.280 mensen (5,4%) meer dan bij de vorige census van 2000. De gemiddelde jaarlijkse groei komt daarmee uit op 0,73%, hetgeen lager is dan het landelijk jaarlijks gemiddelde over deze periode (2,04%). Vergeleken met de census van 1995 is het aantal mensen met 3.088 (14,2%) toegenomen.

De bevolkingsdichtheid van Delfin Albano was ten tijde van de laatste census, met 24.899 inwoners op 189 km², 131,7 mensen per km².